# محوطه کله جوب (۳)
محوطه کله جوب (۳) مربوط به تا سده‌های اولیه دوران‌های تاریخی پس از اسلام است و در شهرستان دره‌شهر، بخش مرکزی، دهستان زرین دشت، محدوده روستای دشت آباد، ۶۰۰ متری شرق جاده آسفالته پشته فرهادآباد واقع شده و این اثر در تاریخ ۳۰ بهمن ۱۳۸۶ با شمارهٔ ثبت ۲۱۰۲۱ به‌عنوان یکی از آثار ملی ایران به ثبت رسیده است.